# マッドバーバリアンズ
マッドバーバリアンズ (MAD BARBARIANS) は、日本のイラストレーター・サイトウカツヤとグラフィックデザイナー・サイトウマスミ（旧姓:イトウマスミ）によるイラストデザインユニット。「MAD、POP、ROCK、CUTE、おバカ」をコンセプトに、ポップでロック感のある独特のイラストレーションが特徴。

## メンバー
サイトウカツヤ
イラストレーター。滋賀県守山市出身。大阪デザイナー専門学校グラフィックデザイン学科卒。いくつかのデザイン事務所にデザイナーとして勤めた後、独立し、マッドバーバリアンズを始動。
イトウマスミ
グラフィックデザイナー。大阪府堺市出身。創造社デザイン専門学校視覚デザイン学科グラフィックデザインコース卒。いくつかのデザイン事務所にデザイナーとして勤めた後、マッドバーバリアンズを始動。

## 略歴
2000年、サイトウカツヤとイトウマスミによって結成。2003年に活動拠点を大阪から東京に移す。
代表作は、オリジナルキャラクターをソフトビニールフィギュア化した『GUS CURRY & SPICE』。海外メーカーから発売されて各国で人気を集める。
2008年に『うんこさん-ツイてる人にしか見えない妖精-』を発表。同作品は2009年にテレビアニメ化され、関西テレビで放送。新聞やテレビで話題になり、数々のグッズが発売されDVD化される。
2010年には、オリジナルアパレルブランド「BARBARO MATTO」を立ち上げた。
2018年から東京都豊島区大塚にあるクラフトビール醸造所「NAMACHAん brewing」とコラボし、アートディレクションを担当。オリジナルキャラクターをデザインし、Tシャツやグラウラーなどのオリジナルグッズやパイントグラス、瓶ビールラベルなどのアートビジュアルを手掛ける。
2019年、大阪府和泉市が進めている和泉市久保惣記念美術館を中心とした魅力づくりプロジェクト「パブリック・クリエイション ART GUSH」（アート・ガッシュ）に参加。桃山学院大学前のまなびの橋の裏側に巨大な歌川国芳の『相馬の古内裏』をリライトした作品『相馬の古内裏〜MADだョ！全員集合』を制作。
2019年5月、東京都豊島区雑司が谷に隠れ家的アトリエ＆常設ギャラリー「MAD da ZOU」をオープン。

## 主な作品
- WONDERWALL／TOY2R『GUS CURRY & SPICE』／ソフトビニール製6インチフィギュア・キャラクターデザイン
- 四国ガス／イメージキャラクター
- 牛乳石鹸入浴剤「エクストリーム」／パッケージデザイン
- アントレックス雑貨ブランドシリーズ「GASP」／ステッカー・ポスター・缶バッジ・POP キャラクターデザイン
- FM802 ライブサーキット『MINAMI WHEEL 2003』／パンフレット・入場パス等・メインキャラクター
- WONDERWALL/TOY2R『MANAGER RIDDLE』／ソフトビニール製6インチフィギュア・キャラクターデザイン
- リーバイス® 台湾『Levi's®503 x MAD BARBARIANS』／ジーンズデザイン
- リーバイス® 台湾『LOVE & ROCK』／バレンタインペアTシャツデザイン
- kidrobot「DUNNY8inch『Metal D』」／8インチフィギュア・キャラクターデザイン
- タカラトミーアーツ「TIME CAPSULE『HACKMAN』シリーズ（現在[いつ?]4まで発売）」／ガチャフィギュア携帯ストラップ・キャラクターデザイン
- リーバイス® 台湾『Levi's®505 x MAD BARBARIANS』／ジーンズ BE@RBRICK デザイン
- MTVジャパン エコプロジェクト『THINK LOUD』／ライブポスターデザイン
- タイトー『HACKMAN』／アミューズメントプライズ
- JUN SKY WALKER(S) 宮田和弥コラボ／Tシャツデザイン
- UNICORN 川西幸一のバンド・JINGLES コラボ／Tシャツデザイン
- 並木瑠璃シングル 学園天国／ジャケットデザイン
- フジロックフェスティバル '07 X RAG TAG ／オリジナルショッピングバッグデザイン
- 北斗の拳 25周年記念コラボ『7artist』／キャラクターデザイン
- PostPet MEETS ARTISTS コラボ／ガチャ・ぬいぐるみ・キャラクターデザイン
- キン肉マンコラボ／Tシャツデザイン
- 新日本プロレス 邪道&外道コラボ／Tシャツデザイン
- 新日本プロレス 中西学コラボ／Tシャツデザイン
- 新日本プロレス 棚橋弘至コラボ／Tシャツデザイン
- アニメ うんこさん-ツイてる人にしか見えない妖精-／原作・キャラクターデザイン
- ハローキティコラボ『ハローキティゾンビフレンズ』／ガチャ・キャラクターデザイン
- ハローキティコラボ『MAD BARBARIANS x HELLO KITTY』アメリカブランド HOT TOPIC 680店舗で衣服、アクセサリー、バッグ等、多数展開
- ハローキティコラボ『MAD BARBARIANS x HELLO KITTY』ヨーロッパにて雑貨、文房具、バッグ、ガチャ、多数展開
- ALL TOGETHER 東日本大震災復興支援チャリティープロレス 公式チャリティーTシャツ企画デザイン
- 新日本プロレス＆全日本プロレス 創立40周年記念Tシャツ公式Tシャツ企画デザイン
- タカラトミーアーツ 「TIME CAPSULE『イカしたスルメちゃん』」／ガチャストラップ・バッヂ、商品企画、キャラクターデザイン
- タカラトミーアーツ 『ハックニャン』／ガチャフィギュア根付・商品企画、キャラクターデザイン
- キタンクラブ 『半ケツィーフ』／ガチャ ハンカチ・商品企画、キャラクターデザイン